# Nummer 1
Nummer 1, stiliserat NUMMER 1, är den svenska rapartisten Einárs andra studioalbum. Skivan utgavs 5 september 2019, på artistens 17-årsdag. På albumet gästar bland annat Greekazo, Thrife, Adel och Sebastian Stakset.
Kingsize Magazine skrev i en recension av albumet att Einár visar att han "tveklöst är en av landets största raptalanger rent tekniskt".

## Låtlista
| Nr           | Titel               | Gästartist        | Längd |
| ------------ | ------------------- | ----------------- | ----- |
| 1.           | Nr 1                | Greekazo          | 2:28  |
| 2.           | Toucha Fame         | Thrife            | 2:54  |
| 3.           | Headshot            |                   | 2:32  |
| 4.           | Fusk del 2          |                   | 3:16  |
| 5.           | Ingen som varna mig | Sebastian Stakset | 3:08  |
| 6.           | Inte samma          | Adel              | 2:11  |
| 7.           | Nu vi skiner        |                   | 2:58  |
| Total längd: | Total längd:        | Total längd:      | 19:30 |